# Ваулино (Можайский район)
Ваулино — деревня в Можайском районе Московской области в составе Юрловского сельского поселения. Численность постоянного населения по Всероссийской переписи 2010 года — 149 человек. До 2006 года Ваулино было центром Ваулинского сельского округа.
Деревня расположена в южной части района, на правом берегу реки Протва, примерно в 17 км к юго-западу от Можайска, высота центра над уровнем моря 199 м. Ближайшие населённые пункты — Тропарёво на противоположном берегу реки, Мордвиново на северо-западе, Юрьево на юге и Хорошилово на юго-востоке. Через деревню проходит региональная автодорога 46К-1130 Уваровка — Можайск.